# Gugyermeszi járás

A Gudermeszi járás Csecsenföldön

A Gudermeszi járás (oroszul Гудермесский район, csecsen nyelven Гуьмсен кlошт) Oroszország egyik járása Csecsenföldön. Székhelye Gudermesz.

## Népesség
- 1989-ben 44 836 lakosa volt, melyből 40 918 csecsen (91,3%), 2 981 kumik (6,6%), 614 orosz (1,4%), 70 avar, 46 ukrán, 31 ingus, 4 örmény, 1 nogaj.
- 2002-ben 71 082 lakosa volt, melyből 67 317 csecsen (94,7%), 3 564 kumik (5%), 69 orosz, 52 avar, 10 ingus, 5 ukrán, 1 nogaj.
- 2010-ben 78 108 lakosa volt, melyből 73 856 csecsen, 4 066 kumik, 42 orosz stb.